# Hyposoter tenuicosta
Hyposoter tenuicosta là một loài tò vò trong họ Ichneumonidae.